# Awibaktam
Awibaktam (łac. avibactamum) – wielofunkcyjny organiczny związek chemiczny, niebetalaktamowy inhibitor β-laktamaz, podawany razem z ceftazydymem, w celu jego ochrony przed zniszczeniem przez bakteryjne β-laktamazy.

## Mechanizm działania
Awibaktam tworzy z cząsteczką β-laktamazy stabilny oraz oporny na hydrolizę kompleks, powodując inhibicję β-laktamaz klas A, B oraz częściowo D (według klasyfikacji Amblera), w tym β-laktamaz o skrajnie rozszerzonym spektrum aktywności (KPC oraz OXA–38), a także chromosomalnej cefalosporynazy AmpC. W leku złożonym z ceftazydymem awibaktam przywraca skuteczność ceftazydymu wobec wielopornych szczepów enterobakterii (Enterobacteriaceae) oraz Pałeczki ropy błękitnej (Pseudomonas aeruginosa) łącznie ze szczepami produkującymi ESBL oraz karbapenemazy oprócz metalo-β-laktamaz.

## Zastosowanie
Awibaktam jest stosowany wyłącznie w połączeniu z ceftazydymem w następujących wskazaniach:
- powikłane zakażenia wewnątrzbrzuszne;
- powikłane zakażenie dolnych dróg moczowych oraz odmiedniczkowe zapalenie nerek;
- szpitalne zapalenie płuc oraz respiratorowe zapalenie płuc;
- leczenie zakażeń wywołanych tlenowymi bakteriami Gram-ujemnymi u pacjentów dorosłych z ograniczonymi opcjami terapeutycznymi.

Awibaktam znajduje się na wzorcowej liście podstawowych leków Światowej Organizacji Zdrowia (WHO Model Lists of Essential Medicines) (2019).
Awibaktam jest dopuszczony do obrotu w Polsce (2020) w leku złożonym z ceftazydymem (Zavicefta).

## Działania niepożądane
Nie są znane działania uboczne awibaktamu w monoterapii, natomiast jego działaniami ubocznymi w terapii skojarzonej z ceftazydymem u więcej niż 5% pacjentów pozytywny wynik bezpośredniego odczynu antyglobulinowego Coombsa, nudności oraz biegunka.